# Дяків Ростислав Васильович
Ростислав Васильович Дяків ( * 17 серпня 1990) — український футболіст, колишній нападник криворізького «Кривбаса».

## Кар'єра
Вихованець київського РВУФК, за команду якого виступав у змаганнях ДЮФЛ України протягом 2003—2004 років. Згодом продовжив займатися футболом в Івано-Франківську, де спочатку грав у команді ВПУ-21, а з 2006 року — у юнацькій команді місцевого «Спартака».
На початку 2008 року уклав контракт з криворізьким «Кривбасом» та розпочав виступи у команді дублерів клубу.
В іграх основної команди «Кривбаса» дебютував 29 серпня 2010 року в матчі Прем'єр-ліги України проти київського «Динамо».